# Ministère de l'Intérieur (Maroc)
Pour les articles homonymes, voir Ministère de l'Intérieur.
Le ministère de l'Intérieur est un ministère du gouvernement marocain, surnommé la « mère des ministères » en raison du fait qu'il supervise directement de nombreux secteurs sensibles et importants tels que l'ordre public et la sécurité, les groupes territoriaux et les préfectures.

## Siège
Le siège du ministère à Rabat est l'ancien siège du Résident général sous le protectorat français au Maroc. Il est situé dans une position dominante au sud de la ville fortifiée de Rabat, à l'est du palais royal Dar al-Makhzen. Hubert Lyautey, le premier Résident général, a choisi ce site en hauteur pour sa résidence, surplombant l'ancien site de Chellah qui se trouve immédiatement au sud. Le complexe a été conçu à partir de 1916 par l'architecte français Albert Laprade, qui a résidé au Maroc de 1917 à 1919, et achevé en 1924.

## Les missions et les compétences
Il incombe au Ministère de l'Intérieur, en plus des compétences et pouvoirs conférés à l'autorité gouvernementale chargée de l'intérieur par les textes en vigueur, les missions suivantes :
- L'administration territoriale du Royaume et la préservation de l'ordre et de la sécurité publics.
- L'accompagnement des collectivités territoriales dans la gestion de leurs affaires de manière démocratique, conformément aux textes en vigueur, notamment les lois organiques relatives aux collectivités territoriales et les textes réglementaires pris pour leur application.
- La contribution au développement territorial, dans le cadre des missions qui lui sont assignées et en coordination avec les secteurs et organismes concernés.
- La fourniture au gouvernement des informations générales.

## Organigramme
Le ministère de l'intérieur comprend, outre le cabinet du ministre, l'administration centrale et les services extérieurs,,.
L'administration centrale, comprend, d'une part :
- Secrétariat général
- Direction générale des affaires intérieures
  - La direction du personnel d'autorité
  - La direction des affaires générales
  - La direction d'études et d'analyses
  - La direction des élections
  - La direction de la réglementation et des libertés publiques
  - La direction de la coopération internationale
  - La direction de la migration et de la surveillance des frontières
  - Le service des affaires administratives et de la coordination
- Direction générale de la sûreté nationale
- Inspection générale des forces auxiliaires
- Inspection générale de l'administration territoriale
- Direction générale des collectivités territoriales[4]
  -     - Direction de la planification et du développement territorial
    - Direction des réseaux publics locaux
    - Direction des services publics locaux
    - Direction de la mobilité urbaine et transport
    - Direction des institutions locales
    - Direction des finances des collectivités territoriales
    - Direction du développement des compétences et de la transformation digitale
    - Division de la coopération décentralisée
    - Division de l’appui et de la gestion des dépenses
- Direction générale de la protection civile
- Direction de la coopération internationale
- Direction de la communication
- Conseil d'évaluation de l'efficacité et d'évaluation des compétences territoriales, directement affilié au ministre
- Direction des affaires administratives
- Direction des systèmes d'Information et des communications
- Direction des affaires rurales
- Direction des ressources humaines
- Direction des affaires juridiques et des litiges
- Direction de la gestion des dangers naturels
- Direction de l'entraide nationale
- Direction de la coordination des affaires économiques

## Centre de veille et de coordination
Le Centre de veille et de coordination crée en 2008 sur les instructions du roi Mohammed VI, est un poste de commandement du ministère de l'Intérieur regroupant tous les services intervenants en cas de catastrophes naturelles ou d'incidents nationaux.
Le CVC assure l’interface avec les centres opérationnels des différentes parties prenantes représentant représentants les services de la Direction générale de la sécurité nationale, la Gendarmerie royale, les Forces auxiliaires, la Direction Générale de la Protection civile et le ministère de l'équipement, des transports, de la logistique et de l'eau, la direction de la météorologie et d'autres services de coordination au ministère de l'intérieur.

### Historique
L’avènement du séisme d’Al Hoceima en 2004 fut un point modérateur de l’application d’une stratégie de gestion intégrée des risques de catastrophes naturelles au Maroc et plus précisément de la gestion des crises qui leur incombent.

### Missions
La tâche principale de ce centre est de surveiller et suivre les situations, notamment lors de catastrophes naturelles, tremblements de terre ou inondations, il opère 24 heures sur 24 et est en contact permanent avec les préfectures. Les comités opérant dans ce centre peuvent préparer un plan de relocalisation complet pour les résidents qui se trouvent dans des zones à risque.
Dans le cadre de son action, le Centre de Veille et de Coordination: 
- Centralise la remontée d’informations
- Prépare et met en œuvre les opérations de secours
- Aide la hiérarchie à la prise de décision

Une panoplie d'équipements techniques de transmission et de communication (liaisons téléphoniques et informatiques sécurisées, visioconférence, audioconférence, . . .) permet au CVC d'assurer les échanges nécessaires à la gestion d'un évènement, dans les règles de sécurité qui l'exigent.

## Liste des ministres de l'intérieur
| Ministre                | De              | à               |
| ----------------------- | --------------- | --------------- |
| Lahcen Lyoussi          | Décembre 1955   | Mai 1956        |
| Driss M'hammedi         | Décembre 1956   | Mai 1958        |
| Messaoud Chiguer        | Mai 1958        | Décembre 1958   |
| Driss M'hammedi         | Décembre 1958   | Mai 1960        |
| Mbarek Bekkaï           | Mai 1960        | Avril 1961      |
| Ahmed Reda Guedira      | Avril 1961      | Juin 1963       |
| Ahmed El Hamiani Khatat | Juin 1963       | Novembre 1963   |
| Abderrahmane El Khatib  | Novembre 1963   | Août 1964       |
| Mohamed Oufkir          | Août 1964       | Août 1971       |
| Ahmed Benbouchta        | Août 1971       | Avril 1972      |
| Mohamed Benhima         | Avril 1972      | 1975            |
| Mohamed Haddou Chiguer  | 1975            | Octobre 1977    |
| Mohamed Benhima         | Octobre 1977    | Mars 1979       |
| Driss Basri             | Mars 1979       | Novembre 1999   |
| Ahmed El Midaoui        | Novembre 1999   | Septembre 2001  |
| Driss Jettou            | Septembre 2001  | Septembre 2002  |
| El Mostapha Sahel       | Octobre 2002    | Février 2006    |
| Chakib Benmoussa        | 15 février 2006 | 4 janvier 2010  |
| Taïeb Cherkaoui         | 5 janvier 2010  | 3 janvier 2012  |
| Mohamed Hassad          | 10 octobre 2013 | 5 avril 2017    |
| Mohand Laenser          | 3 janvier 2012  | 10 octobre 2017 |
| Abdelouafi Laftit       | 5 avril 2017    | en fonction     |

## Budget
Le budget du Ministère de l'Intérieur, est passé de 28,38 milliards de dirhams en 2018 à 28,49 milliards de DH en 2020 avant d'atteindre 37,61 milliards de DH en 2021.
Pour des raisons techniques, il est temporairement impossible d'afficher le graphique qui aurait dû être présenté ici.

| Libellé                                                                           | Montant en DH  |
| --------------------------------------------------------------------------------- | -------------- |
| Personnel                                                                         | 26 315 523 000 |
| Matériel et Dépenses Diverses                                                     | 3 921 217 000  |
| Crédits de paiement pour l'année budgétaire 2021                                  | 3 695 950 000  |
| Crédits d'engagement pour 2022 et suivants                                        | 3 601 690 000  |
| Total des dépenses d'exploitation des SEGMA rattachés au ministère de l'intérieur | 80 000 000     |
| Total                                                                             | 37 534 380 000 |